# 乔治·阿尔伯特·史密斯
乔治·阿尔伯特·史密斯（英語：George Albert Smith，1864年1月4日—1959年5月17日），又译作乔治·阿尔培特·史密斯，是英国舞台催眠术師、通灵术師、幻灯机讲师、英国皇家天文学会会员、发明家和早期电影先驱“布莱顿学派”的主要成员。他因为在英国心理研究协会与埃德蒙·格尼所做的争议性工作、作为电影剪辑和特写镜头的先驱在1897年到1903年间制作的短片、以及研发了第一个成功的彩色电影处理工艺Kinemacolor而著名。

## 出生和早年
1864年，史密斯出生在伦敦的跛子门。他的父亲查尔斯·史密斯是一名票务作家和艺人。在父亲去世后，他同家人搬到了布莱顿，他的母亲在布莱顿经营着一家位于阅兵场的寄宿公寓。
1880年代初，史密斯以舞台催眠师的身份在布莱顿城的表演厅巡演，首次引起公众注意。1882年，他与道格拉斯·布莱克本合作，在布莱顿水族馆（Brighton Aquarium）表演“肌肉阅读”——蒙着眼睛的演员识别观众选择的物品，或表演“第二视觉”——蒙着眼睛的演员找到助手隐藏在剧院某处的物品。
英国心理研究协会接受了史密斯对于表演真实性的宣言，并在加入协会后的1883年至1888年间，被任命为名誉秘书埃德蒙·格尼的私人秘书。 1887年，格尼在布莱顿开展了多次“催眠实验”，史密斯担任他的“催眠师”，“实验”让那个时代的格尼成为了英国公众间的知名人物。
特雷弗·亨利·霍尔在他的专著《埃德蒙·格尼的奇怪案例》中对那时格尼的表演做了大量研究并加以批评。霍尔得出结论，史密斯利用他的舞台能力伪造了结果，而格尼在他的研究论文中采信了这一结果，格尼对结果的采信可能导致了格尼在1888年6月因过量致幻剂造成的神秘死亡。格尼死后，他的继任者弗雷德里克·威廉·亨利·迈尔斯和法蘭克·波德莫爾继续聘请史密斯担任他们的私人秘书。1889年，他与亨利·西季威克还有埃利诺·米尔德里德·西季威克为学会的期刊合著了论文思想转移实验。
布莱克本在1908年和1911年两度公开承认了欺诈行为，不过史密斯始终予以否认。

## 在圣安井花园
1892年，他离开了英国心理研究协会，获得了金融从业者和慈善者艾萨克·里昂·戈尔兹米德爵士位于霍夫的圣安井花园的租赁权，并打造成一个受欢迎的游乐园。从1894年起，他开办公共展览，展示热气球、跳伞、猴子屋、算命先生和山洞隐士，放映《融景书》系列幻灯片。史密斯还开始在布莱顿水族馆做立体讲座，他曾在1882年的水族馆与道格拉斯·布莱克本首次合作演出。为了讲述故事，史密斯娴熟地操纵着灯笼，在不同的镜头（幻灯片）之间进行切换，展示时间、视角和位置的变化。史密斯在这段经历积累了许多技能，后来成为先驱电影制作人的他，把这些技能转化为电影剪辑的方法技巧。 
1896年3月，史密斯加入了莱斯特广场的卢米埃尔计划。在罗伯特·保罗当年夏天上映电影的鞭策下，他和当地药剂师詹姆斯·威廉姆森从当地工程师阿尔弗雷德·达林那里获得了一台电影摄影机原型机，在维修摄影机后，达林开始为布莱顿的电影先驱埃斯梅·科林斯制造电影设备。1897年，在达林的技术协助和自威廉姆森处购买的化学品的帮助下，史密斯将泵房变成了用于显影和放大胶片的工厂，并发展成为成功的商业胶片处理商，为自己的相机和幻灯机系统申请了专利。史密斯和他的邻居威廉姆森都将继续成为电影制片先驱，他们后来创作了许多具有历史意义的一分钟长的电影。 
1897年3月29日，史密斯在布莱顿水族馆每天两次的幻灯片娱乐节目的结尾处增加了动画照片，这成为了他大量施展电影作品的机会。史密斯的许多早期电影，包括《磨坊主与扫烟囱的人》（The Miller and the Sweep）和《老人喝杯啤酒》（Old Man Drinking a Glass of Beer，均于1897年）都是喜剧片，这要归功于他的妻子劳拉·贝莉（Laura Bayley）的影响，劳拉·贝莉此前曾出演过哑剧和滑稽剧。同时，史密斯还与特效先驱乔治·梅里爱通信，在《X光鬼怪》（The X-Rays）和《古堡惊魂》（The Haunted Castle，均为1897年）中可以看到梅里爱的影响。《古堡惊魂》与《科西嘉兄弟》（The Corsican Brothers）、《拍摄幽灵》（Photographing a Ghost）以及可能是他在这一时期最成功的作品《圣诞老人》（均为1898年电影），都包含了史密斯使用双重曝光工艺专利制作的特效。查尔斯·厄本为沃里克贸易公司购买了不少史密斯电影的发行权。1898年底和1899年初，史密斯和梅里爱的影片在布莱顿的阿罕布拉剧院联合放映，厄本与史密斯二人开展了长期的商业关系。
1899年，史密斯在厄本的资助下，在圣安井花园建造了一个玻璃房电影制片厂，迎来了他作为电影制作人的高度创作期。那一年，他拍摄了单一场景的《隧道里的吻》（The Kiss in the Tunnel，1899年），然后无缝剪辑成塞西尔·赫普沃斯的《火车头的前视角 - 火车离开隧道》（View From an Engine Front - Train Leaving Tunnel，1899年），使呆板的幻影之旅题材电影变得生动，并展示了创造性剪辑的可能性。在《隧道里的吻》，史密斯把摄影机放在前行的火车头上，拍下了一段幻影般的移动镜头。因为整部电影讲述的是一对男女在火车上约会的故事，在叙事上并不突兀，同时幻影之旅与车厢内固定的两个镜头场景在影片中的剪辑与切换符合认知逻辑。然而影片镜头带来的超现实感还是令观众惊叹。之后很多以旅行为故事题材或契机的电影都效仿《隧道里的吻》使用了这样一种镜头方式。
第二年，他在《杰克建造的房子》（The House That Jack Built，1900年）中做了反转实验，在《让我再梦一次》（Let Me Dream Again，1900年）中创造了梦境时间和溶解特效，并在《祖母的放大镜》（Grandma's Reading Glass）、《望远镜中的景象》（As Seen Through a Telescope）和《网上蜘蛛》（Spiders on a Web，均为1900年）中开创了特写镜头的使用。电影历史学者弗兰克·格雷将1897年至1900年的这段实验时期描述为“史密斯的实验室岁月”。
1902年，史密斯与老朋友乔治·梅里爱在巴黎蒙特利尔的明星电影制片厂合作，拍摄了国王爱德华七世和王后亚历山德拉加冕仪式的预演，这是在竞争对手Mutoscope和Biograph公司获得加冕仪式实际拍摄权后，沃里克贸易公司的查尔斯·厄本委托拍摄的。1903年，查尔斯·厄本离开了沃里克贸易公司，成立了查尔斯·厄本贸易公司，并带走了史密斯电影的版权，这标志着史密斯作为电影制作人最活跃时期的结束。

## 在实验室小屋
1904年，A.H. Tee代替史密斯租下了圣安井花园，史密斯搬到了位于萨塞克斯郡索思威克的新家，新家被史密斯戏称为“实验室小屋”。史密斯在新家得到了查尔斯·厄本的资助，并继续开发李-特纳彩色处理工艺。1903年，爱德华·雷蒙德·特纳去世后，厄本购买了处理工艺，应用于第一个成功的彩色胶片工艺Kinemacolor。
史密斯放弃了爱德华·特纳的三色方法，转而采用双色（红绿）处理工艺。他早期的测试片证明了这种新工艺，如《苏格兰部族的格子呢》（Tartans of Scottish Clans，1906年）和《披着花纹手帕的女人》（Woman Draped in Patterned Handkerchiefs，1908年）。此后的1908年5月1日，史密斯携Kinemacolor工艺制作的《参观海滨》（A Visit to the Seaside，1908年）做商业展示，紧接着在1909年初，史密斯又在巴黎和纽约等地公开演示，被英国皇家艺术学会授予银质奖章。1910年，厄本成立了自然色彩Kinemacolor公司，该公司在霍夫和尼斯的工作室成功地使用该工艺制作了上百部短片，直到1914年威廉·弗里斯-格林（William Friese-Greene）提起的专利诉讼使公司停业。这场专利诉讼结束了史密斯的电影生涯。

## 晚年
在1940年代后期，他被英国电影界重新发现，并于1955年成为英国电影学院会员。1959年5月17日，史密斯在布莱顿去世。

## 作品
- 古堡惊魂（The Haunted Castle，1897）
- 老人喝杯啤酒（Old Man Drinking a Glass of Beer，1897）
- X光鬼怪（The X-Rays，1897）
- 磨坊主与扫烟囱的人（The Miller and the Sweep，1898）
- Photographing a Ghost（1898）
- 圣诞老人（Santa Claus，1898）
- 隧道中的吻（The Kiss in the Tunnel，1899）
- 望远镜中的景象（As Seen Through a Telescope，1900）
- 祖母的放大镜（Grandma's Reading Glass，1900）
- Grandma Threading her Needle（1900）
- Spiders on a Web（1900）
- The Old Maid's Valentine（1900）
- The House That Jack Built（1900）
- Let Me Dream Again（1900）
- The Inexhaustible Cab（1901）
- The Death of Poor Joe（1901）
- Mary Jane's Mishap（1903）
- The Sick Kitten（1903）
- Tartans of Scottish Clans（1906）
- Woman Draped in Patterned Handkerchiefs（1908）
- 参观海滨（A Visit to the Seaside，1908）

## 书目
- Hall, Trevor H. . Gerald Duckworth. 1964.